# Liste der Naturdenkmale in Herxheim bei Landau/Pfalz
Die Liste der Naturdenkmale in Herxheim bei Landau/Pfalz nennt die im Gemeindegebiet von Herxheim bei Landau/Pfalz ausgewiesenen Naturdenkmale (Stand 23. Mai 2024).

## Naturdenkmale
| Nr.         | Bezeichnung                           | Lage                                                                      | Beschreibung | Bild            |
| ----------- | ------------------------------------- | ------------------------------------------------------------------------- | --- | --------------- |
| ND-7337-213 | Luitpoldplatz                         | Herxheim, Luitpoldstraße, Ecke St-Christophorus-Straße Lage               | Quercus sp., fünf Bäume, sowie weitere Bäume, hier Nr. 49 und 52                                                          | Fotos hochladen |
| ND-7337-214 | Eierbrünnel                           | Herxheim, westlich des Ortes; Flur Am Eierbrunnen Lage                    | gefasste schwefelhaltige Quelle                                                                                           | Fotos hochladen |
| ND-7337-215 | Friedenslinde und Rosskastaniengruppe | Herxheim, Untere Hauptstraße, bei Nr. 152 (Kirche Maria Himmelfahrt) Lage | Tilia sp., ein Baum, und Aesculus hippocastanum, mehrere Bäume;, hier Nr. 51 zugehörige Platanen (Platanus sp) abgegangen | Fotos hochladen |
| ND-7337-216 | Baumgruppe                            | Herxheim, Obere Hauptstraße, bei Nr. 3b Lage                              | Baumgruppe und „Villa-Wieser-Eiche“ (Quercus sp.),, hier Nr. 54 1870 gepflanzt, 1999 durch Orkan Lothar entwurzelt (Bild) | Fotos hochladen |

## Ehemalige Naturdenkmale
| Nr. | Bezeichnung     | Lage                                            | Beschreibung                                                                | Bild                                    |
| --- | --------------- | ----------------------------------------------- | --------------------------------------------------------------------------- | --------------------------------------- |
|     | Eibe            | Kesslerstraße, auf dem Friedhof Lage            | Taxus baccata; 1975 unter Schutz gestellt, Rechtsverordnung 1998 aufgehoben | Fotos hochladen                         |
|     | Ahornbaumgruppe | Herxheim, Luitpoldplatz, neben der Kapelle Lage | Acer sp., mehrere Bäume;, hier Nr. 53 Rechtsverordnung aufgehoben           | Direkt Bild zu diesem Denkmal hochladen |
|     | Quelle          | westlich des Ortes am Schambach Lage            | Naturquelle, hier Nr. 43                                                    | Direkt Bild zu diesem Denkmal hochladen |
|     | Quelle          | westlich des Ortes; Flur Blitzwiesen Lage       | Naturquelle, hier Nr. 44                                                    | Direkt Bild zu diesem Denkmal hochladen |